# Roestrugbladspeurder
De roestrugbladspeurder (Syndactyla dimidiata; synoniem: Philydor dimidiatum) is een zangvogel uit de familie Furnariidae (ovenvogels).

## Verspreiding en leefgebied
Deze soort komt voor in zuidwestelijk en zuidoostelijk Brazilië en in het noordoosten van Paraguay. 

## Status
De grootte van de populatie is niet gekwantificeerd maar de soort wordt omschreven als schaars. Op de Rode lijst van de IUCN heeft deze soort de status niet bedreigd.